# Técnica narrativa
La técnica narrativa (también conocida como modo de narración o estrategia narrativa) es el conjunto de métodos que el autor de una historia literaria, teatral, cinematográfica o musical, utiliza para transmitir la trama al lector. Narración, el proceso de presentación de la narrativa, se produce por el modo narrativo. Abarca varias áreas que se superponen: la más importante, el punto de vista narrativo, el cual determina a través de qué perspectiva la historia es vista, y la voz narrativa, la cual determina un conjunto de características consistentes en cuanto a la forma mediante la cual la historia se comunica a la audiencia. Modo narrativo es un elemento literario.
Cualidades de la técnica narrativa: tiene como cualidades la cinematográfica que se utiliza para la trama del lector.
El narrador puede ser una persona ficticia ideada por el autor como una entidad independiente, el propio autor o un personaje de la historia. El narrador se considera participante como un personaje real en la historia, y no participante si sólo es un carácter implícito, o una clase de ser omnisciente o semi omnisciente que no toma parte en la historia pero solo se refiere a la audiencia.

## Estructura de la narración
Está constituida por tres acciones: intriga, acción principal y acción secundaria.
- Intriga: acción considerada como un conjunto de acontecimientos que se suceden, segundo al principio de causalidad, vuelta a un desenlace.
- Acción principal: integra un conjunto de secuencias narrativas que tienen mayor relevancia.
- Acción secundaria: su importancia se define en relación con la principal, de la que depende a veces; relata acontecimientos de menor relevancia.

## Secuencia
La acción está constituida por un número variable de secuencias (segmentos narrativos con principio, mitad y fin), que pueden aparecer articuladas en los siguientes modos:
- desencadenamiento u organización por orden cronológico
- in medias res, una acción es introducida, luego se cambia a otra que va a ser narrada y que después se reanuda
- alternante, varias historias o secuencias van siendo narradas alternadamente en la forma que fueron escritas.

## Caracterización
- Directa
- Autocaracterización: el mismo personaje se refiere a sus características.

```
Hetero Caracterización: la caracterización del personaje es dada por el narrador o por otro personaje.
```

- Indirecta: el narrador pone al personaje en acción, dejando al lector, a través de su comportamiento y de su habla, trazar su retrato.

## Espacio o ambiente
- Espacio o ambiente físico: es el espacio real, que sirve de escenario para la acción, donde los personajes interactúan.
- Espacio o ambiente social: está constituido por el ambiente social representando por los personajes.
- Espacio o ambiente psicológico: está constituido por las formas de pensar del personaje y su forma de actuar.

.

## Perspectiva y narradores
- Narración en tercera persona: mediante la tercera persona se pueden usar las siguientes perspectivas narrativas :
  - Autor omnisciente: es aquel que tiene un conocimiento total de todo lo narrado y por narrarse (historia), al igual que los sentimientos más íntimos de los personajes. Conoce los acontecimientos exteriores y los sentimientos más íntimos de los personajes.
  - Puede ocurrir que el autor se oculte en la voz de un personaje. El narrador cuenta en tercera persona lo que les acontece a otros personajes del relato.
  - Enfoque narrativo múltiple: se comunica la acción desde puntos de vista narrativos de varios personajes.

- Narración en primera persona
  - Narrador protagonista.

- Narración en segunda persona: es menos frecuente que las anteriores y es habitual que se combine con otras técnicas narrativas sin ser aplicada a una obra completa.